# Streetsia steenstrupi
Streetsia steenstrupi är en kräftdjursart. Streetsia steenstrupi ingår i släktet Streetsia och familjen Oxycephalidae. Inga underarter finns listade i Catalogue of Life.